# Deltotus viola
Deltotus viola är en tvåvingeart som beskrevs av Zielke 1972. Deltotus viola ingår i släktet Deltotus och familjen husflugor.
Artens utbredningsområde är Madagaskar. Inga underarter finns listade i Catalogue of Life.